# Calacadia chilensis
Calacadia chilensis is een spinnensoort uit de familie Desidae. De soort komt voor in Chili.